# Une histoire inventée
Pour plus de détails, voir Fiche technique et Distribution.
Une histoire inventée est un film québécois réalisé par André Forcier, sorti en 1990.

## Synopsis
Un trompettiste de jazz sur le déclin revient à Montréal et se fait engager dans un club de jazz, où il tombe amoureux de Soledad, la fille de Florence.

## Fiche technique
- Titre original : Une histoire inventée
- Titre anglais : An Imaginary Tale
- Réalisation : André Forcier
- Scénario :  André Forcier, Jacques Marcotte
- Musique : Serge Fiori
- Direction artistique : Réal Ouellette
- Costumes : Gaudeline Sauriol
- Coiffure : Marcello Padovani
- Maquillage : Mickie Hamilton
- Photographie : Georges Dufaux
- Son : Serge Beauchemin, Marcel Pothier
- Montage : François Gill assisté de Aube Foglia
- Production : Claudio Luca, Robin Spry
- Sociétés de production : Les Productions C.M. Luca,  Le groupe film Téléscène
- Sociétés de distribution : Astral Films
- Budget : 2,9 millions de dollars[1]
- Lieu de tournage : Montréal, du 25-11-1989 au 22-01-1990[2]
- Pays de production :  Canada
- Langue originale : français
- Format : couleur, 35mm
- Genre : comédie dramatique
- Durée : 90 minutes[2]
- Dates de sortie :
  - Canada : 28 août 1990  (première - Festival des films du monde de Montréal (FFM))
  - Canada : 4 septembre 1990  (sortie en salle au Québec)
  - France : 29 mai 1991
  - Canada : février 2012  (DVD)

## Distribution
- Jean Lapointe : Gaston
- Louise Marleau : Florence Desruisseaux
- Charlotte Laurier : Soledad
- Marc Messier : Lentaignes
- Jean-François Pichette : Tibo
- France Castel : Alys
- Tony Nardi : Toni, le metteur en scène
- Marc Gélinas : Gros Pierre
- Louis De Santis : Alfredo
- Warren 'Slim' Williams : Slim
- Donald Pilon : Rolland
- Léo Munger : Nicole
- Louise Gagnon : Arlette
- Angelo Cadet : Théodule Charles de Gaulles
- Denis Bouchard : accordeur de piano
- Denys Paris : Jean-René Courtemanche, le critique
- Paul Cagelet : Clément (Iago)
- Patrice Coquereau : Cassio
- Marcel Fournier  : Roger Gingras

## Distinctions
- Le film remporte un prix au festival Montréal World Film et au Sudbury Cinéfest en 1990
- Le film est nommé aux Genie Awards en 1991